# デビッド・グリーンウッド
デビッド・グリーンウッド（Dave Kasim "David" Greenwood、1957年5月27日 - 2025年6月8日）はアメリカ合衆国・カリフォルニア州リンウッド出身の元バスケットボール選手である。
NBAのシカゴ・ブルズ、サンアントニオ・スパーズ、デンバー・ナゲッツ、デトロイト・ピストンズでプレーし、1990年にピストンズでチャンピオンとなった。

## 経歴

### カレッジ時代
カリフォルニア大学ロサンゼルス校（UCLA）でプレーした。

### NBA時代
1980年NBAオールルーキーファーストチームに選ばれた。1989－90シーズン、デトロイト・ピストンズで優勝している。
2025年6月8日の夜、がんによりリバーサイドの病院で死去。68歳没。